# Willem Thies
Willem Thies (Nijmegen, 17 februari 1973) is een Nederlands dichter.

## Carrière
Thies' gedichten verschenen in diverse literaire tijdschriften (onder andere Passionate, De Tweede Ronde, De Brakke Hond, Nymph, Krakatau, Hollands Maandblad, De Academische Boekengids en The Polranny Times), en de bloemlezingen 25 jaar Nederlandstalige poëzie 1980-2005 in 666 en een stuk of wat gedichten (Chrétien Breukers), De 100 beste gedichten van 2006 (Henk van der Waal) en De 100 beste gedichten van 2008 (Rob Schouten). Hij schrijft poëzierecensies voor de recensiewebsite Poëzierapport, onderdeel van literair weblog De Contrabas.
Tijdens Poetry International werd aan Thies de C. Buddingh'-prijs voor het beste poëziedebuut van 2006 toegekend voor zijn dichtbundel Toendra. In het juryrapport stond onder andere: "Het leven is een hardvochtig krijgstoneel en Willem Thies brengt daar parlando en staccato, expressief en in paradoxen, in litanieën en in laconieke versjes, verslag van uit."
Op de boekensite van de VPRO werd een bespreking van Toendra door dichter Daniël Dee gepubliceerd en en op 24 februari 2006 werd een aflevering van De levende dichtersalmanak van het radioprogramma De Avonden van de VPRO gewijd aan het gedicht De onmacht van Michelangelo.
Thies nam in januari 2007 deel aan het internationale literatuurfestival Winternachten, in 2014 aan festival Stukafest en in 2018 aan de Nacht van de Poëzie.
In april 2008 verscheen zijn tweede bundel Na de vlakte, in 2009 genomineerd voor de J.C. Bloem-poëzieprijs. Naar aanleiding van zijn derde bundel, Twee vogels één kogel (maart 2012) schreef Rob Schouten: "In veel van Thies' poëzie heerst een stadse drukte, maar bij nadere beschouwing loopt er vooral één iemand rond, een dichter die ziet dat hij als Atlas die hele wereld moet torsen. Zonder scepsis vervult Thies die opdracht in klare, intelligente gedichten." Guus Middag schreef "Thies is van huis uit een ingetogen, afwachtende dichter. Hij doet sober verslag van zijn waarnemingen." Jeroen van Kan interviewde Thies over de bundel op 28 maart 2012 in het radioprogramma De Avonden van de VPRO. Na Twee vogels één kogel verschenen nog de bundels Meer mensen dan reddingsvesten (september 2015), Na het paringsritueel (september 2018) en Schoon (januari 2020).
De bundel Mijn zoon hij zegt verscheen in mei 2021 bij Uitgeverij Podium.
Hij droeg bij aan het boek De wereld van Wigman (2023) over dichter Menno Wigman (1966-2018), samengesteld door Kiki Coumans, waar ook Rob Schouten en Vrouwkje Tuinman aan bijdroegen.
In mei 2024 verscheen de bundel Wachtend op eerste instructies bij Uitgeverij Vleugels. Tegelijk verscheen de bibiliofiele uitgave van het gedicht Handel in een oplage van 107 genummerde exemplaren. Beide boeken werden gepresenteerd op 18 mei bij Stichting Perdu in Amsterdam. Bij die bijeenkomst presenteerde ook Eva Gerlach haar bundel De mogelijkheid bestaat, met foto's van Bianca Sistermans. Over de bundel Wachtend op eerste instucties schreef Rob Schouten in Trouw: "Thies is een dichter die zich er niet makkelijk van af maakt. Hij zoekt essenties op, wil raadsels ophelderen, mysteries ontsluieren."

## Prijzen
- C. Buddingh'-prijs 2006 voor Toendra (Poetry International)[20][21]
- Genomineerd voor de J.C. Bloem-poëzieprijs 2009 voor Na de Vlakte[22]

## Citaten
Drie citaten uit de bundel Toendra (2006):
- "Ik wil van glas zijn en breken" (gedicht: Elegie)
- "We boren ademgaten in een doodskist en noemen het vrijheid" (gedicht: Blauw)
- "De weeklacht van de weerloze is mijn overwinningshymne" (gedicht: mijn tempels & kazernes zijn opgetrokken uit de hardste klei)